# Болдырев, Феодосий Фёдорович
Болдырев, Феодосий Фёдорович (8 февраля 1868 — 29 декабря 1937) — священник Русской церкви, канонизирован в лике священномучеников в 2000 году.

## Биография
Родился в селе Елань-Колено Новохопёрского уезда Воронежской губернии в семье крестьянина Фёдора Болдырева. Воспитание и образование получил в монастыре. Был рукоположён в сан священника. Во время гонений на церковь в 1930-х годах Феодосий был арестован и сослан. Вернулся из ссылки в 1935 году и поселился в Тверской области, где стал служить в храме села Афимьино Вышневолоцкого района.
21 декабря 1937 года в период новых гонений он был снова арестован. 24 декабря было составлено обвинительное заключение, 27 декабря тройка НКВД приговорила Феодосия к расстрелу. Ему было в то время шестьдесят девять лет. Священник Феодосий Болдырев был расстрелян 29 декабря 1937 года.